# Brazil São Paulo 500 Years Open
O Brazil São Paulo 500 Years Open foi o segundo dos dois torneios de golfe disputados em 2000 para comemorar os quinhentos anos do descobrimento do Brasil por Pedro Álvares Cabral, em 1500. Ambos foram incluídos no calendário do circuito europeu da PGA, marcando a primeira visita do circuito na América do Sul.
O torneio foi realizado no São Paulo Golf Club, em São Paulo. Ao contrário do Brazil Rio de Janeiro 500 Years Open, o torneio foi disputado pela segunda vez em 2001, sob o título São Paulo Brazil Open.
A primeira edição foi vencida pelo irlandês Pádraig Harrington que triunfou por duas tacadas sobre o norte-americano Gerry Norquist. No ano seguinte, o sul-africano, Darren Fichardt, registrou uma vitória de cinco tacadas em torneio reduzido a 54 buracos devido a interrupções causadas por tempestades nos primeiros dias.

## Campeões
| Ano                             | Campeão               | País                  | Pontuação             | Par                   | Margem de vitória     | Vice-campeão(ões)                             |
| São Paulo Brazil Open           | São Paulo Brazil Open | São Paulo Brazil Open | São Paulo Brazil Open | São Paulo Brazil Open | São Paulo Brazil Open | São Paulo Brazil Open                         |
| ------------------------------- | --------------------- | --------------------- | --------------------- | --------------------- | --------------------- | --------------------------------------------- |
| 2001                            | Darren Fichardt       | África do Sul         | 195                   | −18                   | 5 tacadas             | José Cóceres Richard S. Johnson Brett Rumford |
| Brazil São Paulo 500 Years Open |                       |                       |                       |                       |                       |                                               |
| 2000                            | Pádraig Harrington    | Irlanda               | 270                   | −14                   | 2 tacadas             | Gerry Norquist                                |